# 马特奥·加拉尔达
马特奥·加拉尔达（西班牙語：Mateo Garralda，1969年12月1日—），西班牙男子手球运动员。他曾代表西班牙国家队参加1992年、1996年、2000年和2004年夏季奥林匹克运动会手球比赛，获得二枚铜牌。